# Samuel Henson
Pour les articles homonymes, voir Henson.
Samuel Henson est un lutteur américain spécialiste de la lutte libre né le 1er janvier 1971 à Saint-Louis (Missouri).

## Biographie
Lors des Jeux olympiques d'été de 2000 se tenant à Sydney, il remporte la médaille d'argent en combattant dans la catégorie des -54 kg. Il remporte la médaille d'or lors des Championnats du monde de 1998 et la médaille de bronze lors des Championnats du monde de 2006.